# Gazon de Faîte
Le Gazon de Faîte désigne un sommet granitique du massif des Vosges situé sur la ligne de crête entre le col du Bonhomme et le col de la Schlucht, au sud du gazon du Faing et au nord du Tanet ou du Haut-Fourneau.

## Toponymie
Gazon est un toponyme répandu dans le massif vosgien et est l'équivalent de pâturage ou chaume, Faîte (« Bühl » en vieux haut allemand) a le même sens que haut et désigne une élévation de terrain d'altitude.
La proéminence se nomme Ringbühl, et le sommet Ringbühlkopf en allemand et en alsacien. Elles ont été francisées en Ringbuhl et Ringbuhlkopf. 

## Géographie

### Situation

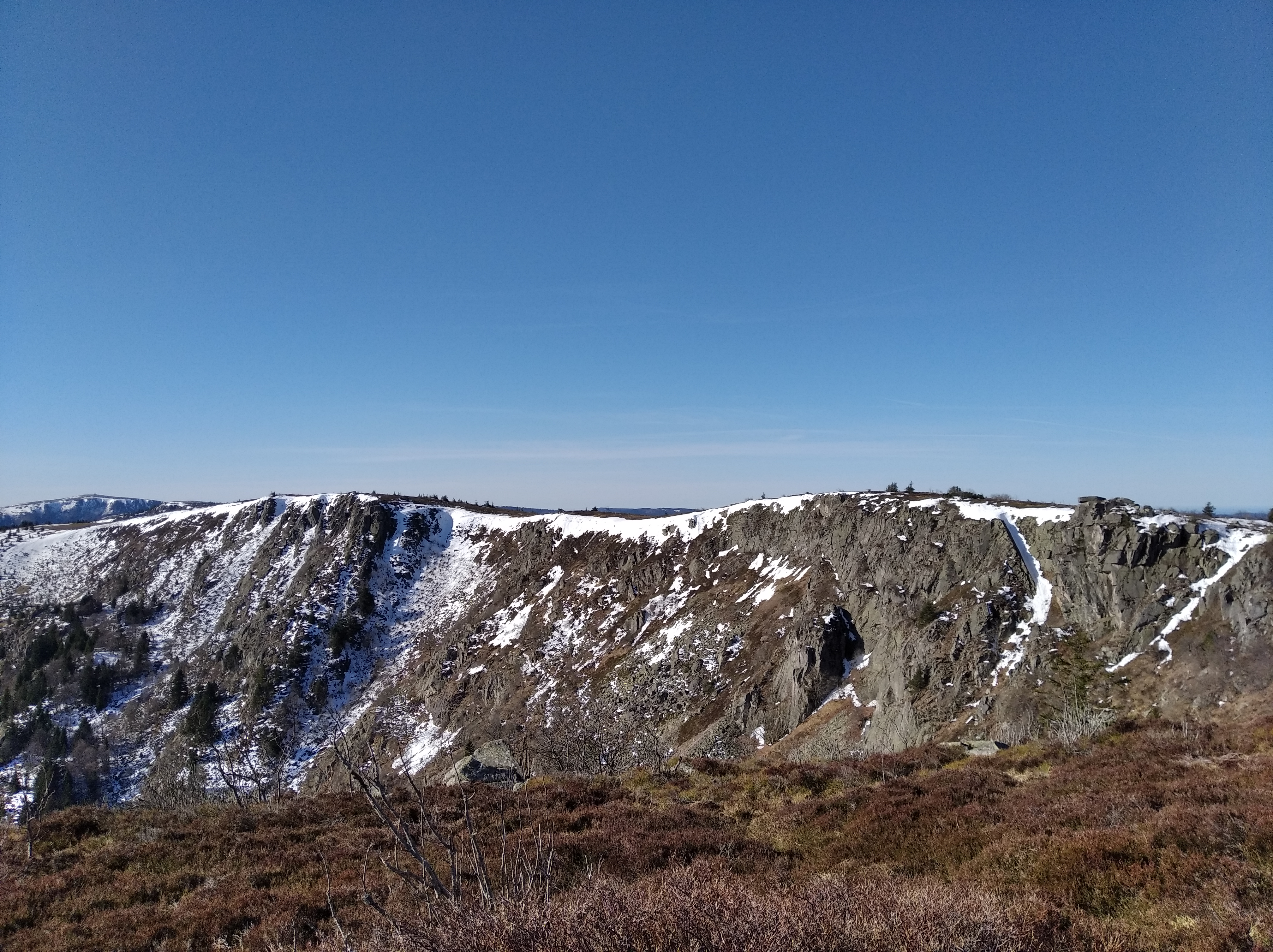
Gazon de Faîte avec le Hohneck en arrière plan.

Avec ses 1 303 m d'altitude, ce sommet compte parmi les quatorze plus élevés du massif.
Le sommet se dédouble en :
- une proéminence arrondie de chaume qui, culminant à 1 302 mètres d'altitude, domine le lac Vert de plus de 250 mètres ;
- un surplomb de corniche au nord-nord-est qui, à 1 303 mètres d'altitude, surplombe une auge glaciaire qui recèle le lac du Forlet 240 mètres en contrebas[4].

### Flore et paysage
Le panorama vers le versant lorrain et le val de Munster (Soultzeren-Stosswihr) est remarquable.
Selon le biologiste alsacien Roland Carbiener, la pelouse de cette haute chaume serait primaire au-dessus de 1 250 mètres d'altitude,. La forêt est en croissance depuis plus de cent-vingt années, la hêtraie-sapinière gagne de plus en plus sur l'ancienne pâture.

## Histoire
Aucun marcaire ni aucun administrateur francophone n'a proposé de description altimétrique de cette chaume ou gazon. Les marcheurs allemands de la Belle Époque, bénéficiant d'un train à crémaillère qui les hissaient avec une foule compacte à la Schlucht puis au Hohneck, sont les premiers à demander des cartes détaillées des crêtes vosgiennes. Associations, telles que l'ancêtre allemand du Club vosgien, ou éditeurs alsaciens s'en chargent avec minutie, germanisant à tour de bras des vastes espaces que les marcaires, conscients de leur laborieuse présence saisonnière et éphémère, d'ailleurs imposée par l'autorité, n'avaient nullement songé à nommer pour un autre usage que celui de la tradition.
La tradition orale identifie encore aujourd'hui les hautes Chaumes, occupées autrefois de façon indivis par les pasteurs romanophones orbelais, au gazon du Faing. Pourtant, les documents de l'époque moderne distinguent cinq gazons principaux ou grandes chaumes, ainsi du sud au nord :
- le Monthabeu associée aux Haut et Bas Fourneau, mais aussi au Montabey au sud de la Schlucht ;
- le Tanet (Tannet au XIXe siècle, Thanneck au XVIIe siècle, Astenbach au XVIe siècle) ;
- le Gazon de Faîte (Gartelin ou Voisin-de-Feste au XVIIIe siècle, Gazon Saint-Martin au XVIIe siècle) ;
- le Gazon du Faing ;
- le Reichsberg (Reissberg au XVIIIe siècle, Rossperg ou Rossberg au XVIe siècle).

À la fin du XVIIe siècle, la gestion indivis est préservée pour les seigneurs, mais chaque chaume ou cens est adjugée au plus offrant, à éteinte de chandelle. Il faut attendre l'éviction des seigneurs et le début du XIXe siècle pour que le Gazon de Faîte, son grand sommet le Ringbuhlkopf et son petit sommet le Ringbuhl (deux sommets mitoyens avec Soultzeren) soient attribués à la commune du Valtin.

## Activités

### Randonnée
Le sentier de grande randonnée 5 reliant le col du Calvaire à la Schlucht suit à quelques mètres près la ligne de crête.

### Protection environnementale
L'ancienne pâture fait l'objet d'une protection en réserve naturelle, dite du Tanet-Gazon du Faing.